# Amt Rostocker Heide
La comunità amministrativa di Rostocker Heide (Amt Rostocker Heide) si trova nel circondario di Rostock nel Meclemburgo-Pomerania Anteriore, in Germania.

## Suddivisione
Comprende 5 comuni (abitanti il 31 dicembre 2022):
1. Bentwisch (3 542)
2. Blankenhagen (1 101)
3. Gelbensande * (1 859)
4. Mönchhagen (1 280)
5. Rövershagen (2 857)

Il capoluogo è Gelbensande.